# 風花ましろ
風花 ましろ（かざはな ましろ、1月21日 - ）は日本の女性声優。北海道出身。主にアダルトゲームに出演している。Honey Rush所属。

## 経歴
子供のころから兄の影響でアニメを観て育ち、小学生のころには声優になりたいと思うようになっていたが、その後は芝居を学ぶこともなく会社員として就職をした。あるとき「自分がやりたかった事は何だろう」とふと考えて、声優をやりたかったということが真っ先に思い浮かんだことで、アトリエピーチの養成所である桃塾に応募し、6期生として学んだのちにアトリエピーチより声優としてデビューした。
アトリエピーチ所属となった後の1年間はレッスンをつづけていた他、外部のワークショップにも参加していたため、この2年間は濃密な体験だったと2024年の「BugBug」とのインタビューの中で述懐している。この当時、アトリエピーチが同人サークル「モニスタラッシュ」の制作を引き受けており、同サークルから新人声優が求められていたため、最初の作品である『OPPAIVADER 学園まるごと脱衣解除!』をはじめ定期的に出演していた。「新人声優はセリフ数の少ない端役から始めるとよい」という当時の講師の方針について、風花は「いきなり1000ワードだと混乱するので自分には合っていた」と話す一方、商業デビュー作である『女子のおしっこいじめ 〜女子便くんといわれたボクの6年間〜』（2014年）では緊張のあまり早口になってしまい、講師からも課題としてそのことが指摘されたと振り返っている。風花は早口になってしまうもう一つの理由として自分の収録に時間をかけることへの申し訳なさもあり、おっとり系のキャラクターを演じるのに苦労したと述懐している。
デビュー翌年の2015年には『 J×J 女子校生獣化計画 〜メス〇公開生調教〜』の女部田勝代役にて初めてメインヒロインを演じた。ワード数の多さに加え、Hシーンの喘ぎ声がやや特殊だったこともあり、台本をもらった時からすごく緊張したものの、収録が大変なほどかわいげがあり、今でも好きなキャラクターであると風花は「BugBug」とのインタビューの中で述懐している。また、事務所の後押しもあり、この年では同作も含めて6作品に出演していた。うち、『聖騎士Melty☆Lovers』のメインヒロインであるフレイ＝ノールズは冷静なようでかわいらしいギャップの持ち主という設定故演じるのに苦労した一方、反響も大きかったと風花は語っている。
それから1年後の2016年に発売された『清楚で真面目な彼女が、最凶ヤリサーに勧誘されたら…？』では及川美羽を演じた。元々風花は凌辱系の作品に興味があり、この作品に出られたことがすごくうれしかったとのちに振り返っている。一方、この時点ではデビューしてから日が浅く、うまく声を出せなかったため、喉を傷めて病院通いしていたものの、やりたかったジャンルであるため大変とは思わなかったと話している。
2019年12月31日を以ってアトリエピーチを退し、2020年2月1日よりHoney Rushの所属となった。翌2月2日に風花主導のサークルとなる「ねこいき」をCi-enへ開設。

## 人物

### 演技方針
デビュー以来、収録前の段階から「誠意をもって真摯に臨む」ことをモットーとしているほか、自分の感情をスタジオに持ち込まないという方針を立てている。一方、演技の理由を説明できるという観点から、自分の仕事に理由が欲しいとも話しており、演技の意図に尋ねられた際は必ず説明するようにしているとしている。

### 交友関係
アトリエピーチ所属時代は桃塾6期生。桃塾での同期生には、ありかわ真奈、雪乃みさと、囲まこと、池多けい、梅宮ここがいる。
声優や歌手以外の交友関係も広く、コンパニオンとして活動しているコスプレイヤーのあこや、mayuraとも仲が良い。
小岩井ゆづきとともに音楽サークル「コイハナレコーズ」で活動している。
2019年には「まめこ」とのコラボとなるツインボーカル作品をM3 (同人)で頒布、同年6月には自身のマスコットキャラクターとも言える「じるじるうさぎ」を模したグッズショップである「かざはな屋」を展開するなどクリエイティブに活動の幅を広げている。

## 出演
太字はメインキャラクター。

### アニメ
- 大人にゃ恋の仕方がわからねぇ!（2020年、川本あい[10]） - オンエア版・プレミアム版
- ハーレムきゃんぷっ!（2022年、西園寺橙子[11]）

### PCゲーム

#### 2014年
- OH!! マイクロマン 〜小さくなって女の子の色んなトコロに入っちゃお!〜（真宮琴未）[12]
- OPPAINVADER 〜学園まるごと脱衣解除!（式部“シュシュティン”綾女、タマ）[13]
- 女子のおしっこいじめ 〜女子便くんといわれたボクの6年間〜（山口）[14]
- 種神さま 〜Sower&Droplet

#### 2015年
- 大人の痴漢電車倶楽部（星隈奈留乃）[15]
- サクリファイスボディー 〜古代迷宮に封じられた禁断の肉体改造秘術〜（シャールカ）[16]
- J×J 女子校生獣化計画 〜メス〇公開生調教〜（女部田勝代）[17]
- 時間停止学園! キモデブのオレが時間を止めて学園の女達をヤリたい放題!（アニタ・ハンニカイネン、東垣美咲、霜岡千尋）
- 聖騎士Melty☆Lovers（フレイ＝ノールズ[18]）
- その古城に勇者砲あり!（ギガメーコ）[19]
- 堕淫発情迷宮 〜試される光と闇の女騎士ふたり〜（エリシュカ）[20]
- ねえちゃん、ごめん出しちゃった! 〜おねえちゃんは僕専用〜（霧島冬花）[21]
- 発情勇者イングリット 〜密かに開発される爆乳女勇者のココロとカラダ（イングリット）[22]
- Love and Peace（高梨彩夏、三田村亜美）[23]
- わんにゃん☆アラモード! 〜どっちにするの? わんにゃんHなカフェ事情!〜（犬多華[24]）

#### 2016年
- 甘えかたは彼女なりに。（武居澄香）[25]
- 依存症ノ姉（永沢時子）[26]
- グリモ☆ラヴ 〜放課後のウィッチ〜（鷺武魅優）[27]
- サクリファイスメイズ 〜性神の双子姫〜（ルスラン）[28]
- 清楚で真面目な彼女が、最凶ヤリサーに勧誘されたら…?（及川美羽）[29]
- Dragon Mahjongg Evolution
- なないろ*クリップ（神木マリア[30]）
- ハーレムゲーム 〜俺はコレのおかげでエロゲーの主人公になれました!〜（三峰いずみ）[31]
- 働くオトナの恋愛事情（宇治川あさぎ）
- ヘチマに恋する女子校生-JK×JK-（お母さん）[32]
- 龍堂寺士門の淫謀（桜井穂波）[33]
- 白衣の天使はお世話好き! 〜ラブラブエッチな入院生活〜(美浜瑞穂)[34]

#### 2017年
- 田舎の無知なむちむち娘（真桜）[35]
- ヴィーナスリゾート 巨乳乱交アイランド 迫川悠生編（迫川悠生）[36]
- 堕とされた美姉妹（綺瀬優花）[37]
- おね恋 〜夜のぼくはエッチな従姉のおもちゃになる〜（七海凛）[38]
- 手垢塗れの堕天使（櫻井遥）
- 呪いの魔剣に闇憑き乙女（クレア）[39]
- 魔法少女フェアリーフラワー 〜正義の心を巨根で挫け!エロ酷いことし放題!孕ませオナホな最強ヒロイン達の絶対忠誠ハーレム♪〜（夢橋響）[40]
- ビッチ学園が清純なはずがないっ!!（花巻杏莉子）[41]
- ヤミと祝祭のサンクチュアリ（ノエル）[42]
- 領地貴族（コルネッタ＝ブラウベル）[43]
- ニルハナ（カスリ）[44]
- 働くオタクの恋愛事情（豊浦 実莉）

#### 2018年
- 委員界の異端者 IINCHO:Re.co（凪司）[45]
- 異世界に召喚された俺は寝取られスキル持ちだった!?（リトゥル・クロロク）[46]
- 妹とヤリたいことのすべて「ごくん……ねぇ、なんでもするから、これ、もっとちょうだい、お兄ちゃん」（阪式雛美）[47]
- Ｈではじまるシェアハウス（真城リナ）[48]
- カテキョしちゃお! 〜ひとつ屋根の下、むひょひょ合宿物語〜（安住帆花）[49]
- こねこねこねこ（猫川白音）[50]
- その大樹は魔界を喰らう!（カリン）[51]
- 痴漢狂〜ガチ使えるアプリでムチムチ巨乳尻を揉んで触って!アクメ顔でイカせたい!!〜（高羽那真紀）[52]
- ハタラカナイはにーらいふ（逢瀬ルイ）[53]
- はるかどらいぶ!（ミア・ブラウン）[54]
- ひとつ屋根の、ツバサの下で（佐々木一彩）[55]
- 人妻寝取り屋（田島希代美）[56]
- 美乳淫妹 遥 -TRIPLE PLUS-（高坂秋穂）[57]
- 封緘のグラセスタ（シェリエラ・ハイワン）[58]
- 無様に!下品に!都合よく!巨根崇拝!孕ませオナホ学園♪（住井氷華）[59]
- もっと!孕ませ!炎のおっぱい異世界エロ魔法学園（オルガ）[60]
- 催眠ぱらだいす! 〜催眠術でツゴウノイイ美少女学園性活〜（市ケ谷千鳥）[61]
- 手垢塗れの復讐（藤川詩乃）[62]
- ラブコーディネーション!（佐凪川聖）[63]

#### 2019年
- いかにして俺の妻は孕んだか……（蒼井莉奈）[64]
- 彼女は友達ですか？恋人ですか？それともトメフレですか？（霧咲凜）[65]
- ギルドマスター（リオラ）[66]
- 椎名真穂のヒミツ ～ネームはHで思いつきます～（上倉雛）[67]
- 巣作りカリンちゃん（シッポ）[68]
- 姉ちゃんのススメ 〜お姉ちゃんのイタズラ性生活〜（松永時雨）[69]
- バブみぃ・べいびぃ! 〜オギャり催眠セラピーで赤ちゃんになぁれ〜（湊ゆき）[70]
- 孕らフレ〜即堕ちベタ惚れな孕ませオナホセフレたちとサルみたいにヤりまくる学園ハーレム性活〜（きらり）[71]
- はるかどらいぶ! Plus Edition（大内早千）[72]
- 人妻になったお姉さん ～真夏の想い出～（甘乃結衣）[73]
- BUKKAKE!ドシコリングMINUKIマックスアクメしてもいいですか? 〜ドエロいポーズして貰って見抜きぶっかけしたらお互い興奮がドチャクソヤバイです〜（沢木晶奈）[74]
- 真愛の百合は赤く染まる（神崎愛実）[75]
- 魔法戦士エメロードナイツ（エリクシルライム / 立花亜梨子）[76]
- メイドinウィッチライフ! －館で始まるＨな魅了性活－（アリサ・フォーレルロッゾ）[77]
- モウソウスピーカー ～Hな妄想が聴こえてくるよ～（大内早千）[78]
- らぶこみゅ（鷹司真琴）[79]

#### 2020年
- 聖光天使ノエル～悪魔の刻印と無限淫獄～ (神咲 ノエル)[80]
- 最高に都合のいいパイズリ上手のマリーさん（マリーさん）[81]
- 上倉雛のヒミツ ～ごほうびは私のカラダ♪～ (上倉 雛)[82]
- 魔王が遺した刻淫 ～帰城と言う名のイキ地獄～ (エリス・ヒルデブラント)[83]
- 搾精士のお姉さん ～女性だけの街で精液奴隷にされちゃった僕～ (高屋 天音)[84]
- 魔法戦士INTERLUDE PHANTOM (エリクシルライム)
- 現実が見えてきたので少女を愛するのを辞めました。 (愛宮 麻衣)[85]
- 夏とプールとイソギンチャク ～わたし巨乳にされちゃった?～ (須崎 愛梨)[86]
- 極限痴漢特異点 (阿里 リン)[87]
- ムチムチだからムクムクした 幼なじみとの過ごし方 (白井 佳恋)[88]
- カスタムオーダーメイド3D2 キャラクターパックEX 腹黒 (腹黒)[89]
- 終ノ空 remake（高島 ざくろ）[90]

#### 2021年
- ごほうしアクマとオシオキてんし（春島 一颯）[91]
- 姉は徒然なるママに（高屋 天音）
- まどひ白きの神隠し (士御 ろか)
- 巨乳ファンタジー4 -修道士アストル- (イシュトヴィア[92])

#### 2022年
- 学園淫奇譚 〜かおり憑きの少女〜（土岐森 椎奈）
- ゲーム(エロゲー)みたいな、ステキな恋がしたいっ!（高見屋 つづり[93]）
- ジュエリー・ハーツ・アカデミア（カーラ・S・クィンバーン[94]）
- ROOMガール（看護師タイプA、学生タイプA）[95]
- ガールズフランティッククラン（志島 五月）[96]

#### 2023年
- JINKI -Unlimited-（津崎 青葉）
- 遥か碧の花嫁に（源 みなも）[97]

#### 2024年
- 夜勤病棟リメイク（神宮寺 成美）[98]
- 同級生2リメイク (永島 佐知子)
- 彼女は友達ですか? 恋人ですか? それともトメフレですか? W (霧咲 凜)
- 艶嬢学園2 ～熾天使たちの花園～ (阿詩谷 花麟)
- 恋愛弱者な幼馴染少女と恋愛強者な彼女（多賀 まひろ）
- ドゥアズ ～お師匠ノ言いなり～ (藤間 楓)

#### 2025年
- ジュエリー・ナイツ・アルカディア -The ends of the world-（カーラ・S・クィンバーン）
- もっと!最高に都合のいいパイズリ上手のソフィーさん (マリーさん)

### コンシューマーゲーム
- 愛怒流でいず (茜咲 椿)
- JINKI -Infinity-（津崎 青葉）
- ジュエリー・ハーツ・アカデミア -We will wing wonder world-（カーラ・S・クィンバーン）
- 黄昏に潜む梟と、明け方の昴（篠崎万葉[99]）

### オンラインゲーム
- 星のガールズオデッセイ（キタルファ、グラフィアス）
- アイオライトリンク（イズナ）
- ふるーつふるきゅーと！R (いちご、スターフルーツ、マルメロ)
- 宝石姫 JEWEL PRINCESS（マラカイト、オブシディアン）
- ガールズ・ブック・メイカー～君が描く物語～（阿僧祇読子）
- 要塞少女（サイリア[100]、パメラ[101]）
- ミナシゴノシゴト（ヴァン・グルヴェイグ[102]
- クリムゾン妖魔大戦（ケーシャ）
- アナザーヒロイン（2019年、河村葉月）
- エデンズリッターグレンツェ（2022年、豊田可莉奈[103]）
- スイートホームメイド(スカーレット・ハーシー)

### 歌詞
- 咲き乱れるは愛のうた（『その大樹は魔界を喰らう！』）

### 歌唱
- 咲き乱れるは愛のうた（『その大樹は魔界を喰らう！』）
  - 歌：風花ましろ、結城ほのか
- Let's　恋愛下克上（『領地貴族』）
- 恋色☆アラモード（『わんにゃん☆アラモード！』オープニングテーマ）
  - 歌：大野まりな、藤邑鈴香、綾音まこ、八尋まみ、風花ましろ

ウェブバラエティ
- スリルな夜!（2018年2月20日、AbemaTV）再現朗読（顔出し出演）

## ディスコグラフィ
- Oh！Do！インフェクティブ[104][105]

## 同人ゲーム
※一部年代以降の作品から抜粋。役名がある物のみ（）に掲載
- 本番有り! 人妻デリバリーR ～どこかで見た美人妻たちと～
- Grand Order 麻雀
- ニルハナ
- 無様に!下品に!都合よく!巨根崇拝!孕ませオナホ学園♪ (住井氷華)
- 元ヤン奥さんとギャル娘ちゃん～召しませ母娘丼～
- ドラゴンアカデミー3
- えふごにょ
- TS魔法少女なお!2nd!! (天城なお/アーティ・フレア)
- セッ極性活 ～のぞみがえっちになる方法～ （のぞみ）

## デジタルノベル
- たとえば、こんな恋物語。-CASE01-[106]

## 音声作品
※役名がある物のみ（）に掲載
- 秘密の花園～咲き乱れる乙女たち～ (韮崎すみれ)
- 突然なんですけど・・・あなたのことが好きです!!射精してください!?☆しーちゃん編☆ (みーちゃん)
- 突然なんですけど・・・あなたのことが好きです!!射精してください!?☆みーちゃん編☆ (みーちゃん)
- ただひたすらに舐めるだけ ～風花ましろ～
- 妹の彼氏がイケメンだったから寝取ってみた (小暮美鈴)[107]
- ただひたすらに舐めるだけ ～風花ましろ2～
- 彼が着替えたら
- くちのおと2 ～じゅるじゅる、じゅぼじゅぼ、じゅるるるる～ (妹藤 花音)[108]
- プララジ・ラジオドラマ Vol.00～04 (クレア)[109]
- ドS姉妹のえっちな脅迫♪ ～妹 神里双葉の場合～ (神里 双葉)[108]
- ドS姉妹のえっちな脅迫♪ ～姉妹いっしょの場合～ (神里 双葉)[110]
- TS魔法少女なお!2nd!!VDA (天城なお/アーティ・フレア)[111]
- 最近、彼女の妹がやたらエロい。内緒の逆寝取られだらだらえっち。【フォーリーサウンド】(ゆり)[112]

## その他
- 大野まりなと緒田マリのまり☆まりなForever（協力メンバーの一人として参加。）
- * 弟（兄）との新婚生活に妹（姉）が邪魔だ！（制作陣として参加。風花はデザイン(イラスト・ロゴ・盤面)を担当[113]）

## ラジオ
-太字は現在も配信中
- MMJRock〜はぴくる！シルフィード〜 (第1回 - )[114]
- プラスになるラジオ (第1回 - 第57回)[115]